# 杜思汗
杜思汗（1997年1月30日—）是臺灣男子籃球運動員，場上主打後衛位置。

## 生平
杜思汗生於南投縣，父親是賽德克族人，母親是阿美族人，名字「思汗」是母親取自成吉思汗，希望他能夠如成吉思汗一樣成為領袖。杜思汗自溪湖國中畢業後一同高孟偉進入新榮高中，杜思汗高中一年級就拿到自己的HBL球衣並奪下HBL新人王，曾當選U16與U18國手，大學就讀臺北市立大學。

## 外部連結
- 杜思汗在fiba.basketball（英语）
- 杜思汗在archive.fiba.com（archived）（英语）
- 杜思汗在Eurobasket.com（球員）（英语）
- 杜思汗在RealGM（英语）